# Havre Athletic Club 2020-2021 (calcio femminile)
Questa voce raccoglie le informazioni riguardanti l'Havre Athletic Club nelle competizioni ufficiali della stagione 2020-2021.

## Divise e sponsor
La grafica era la stessa utilizzata dalla squadra maschile del Le Havre. Main sponsor era Siemens Gamesa, azienda operante nel settore delle energie rinnovabili, mentre quello tecnico, forniture delle tenute da gioco era Joma.
| Casa | Trasferta |

## Organigramma societario
Area tecnica
- Allenatore: Michaël Bunel, poi
- Allenatore: Thierry Uvenard
- Vice allenatore: Samuel Fau
- Preparatore dei portieri: Michel Courel
- Preparatore atletico: Jérémie Bourguet
- Medico sociale: Claire Gouget

## Rosa
Rosa, ruoli e numeri di maglia estratti dal sito ufficiale e aggiornati al 29 settembre 2020.
| N. |                        | Ruolo | Calciatrice       |
| -- | ---------------------- | ----- | ----------------- |
| 1  | Francia (bandiera)     | P     | Constance Picaud  |
| 4  | Cile (bandiera)        | C     | Francisca Lara    |
| 5  | Francia (bandiera)     | D     | Laurene Tresfield |
| 6  | Francia (bandiera)     | C     | Élise Legrout     |
| 7  | Francia (bandiera)     | C     | Lina Boussaha     |
| 8  | Francia (bandiera)     | D     | Santana Sahraoui  |
| 9  | Stati Uniti (bandiera) | A     | Ashley Clarke     |
| 10 | Francia (bandiera)     | C     | Sylia Koui        |
| 11 | Stati Uniti (bandiera) | A     | Allie Thornton    |
| 12 | Stati Uniti (bandiera) | D     | Maya Camille      |
| 13 | Haiti (bandiera)       | D     | Kethna Louis      |

| N. |                        | Ruolo | Calciatrice                   |
| -- | ---------------------- | ----- | ----------------------------- |
| 14 | Islanda (bandiera)     | D     | Anna Björk Kristjánsdóttir    |
| 16 | Russia (bandiera)      | P     | Olesya Arsenieva              |
| 18 | Francia (bandiera)     | A     | Camille Philippe              |
| 19 | Francia (bandiera)     | A     | Élodie Policarpo              |
| 20 | Islanda (bandiera)     | A     | Berglind Björg Þorvaldsdóttir |
| 23 | Camerun (bandiera)     | A     | Luce Ndolo Ewelé              |
| 25 | Russia (bandiera)      | C     | Ekaterina Tyryškina           |
| 27 | Stati Uniti (bandiera) | D     | Jesse McDonough               |
| 28 | Francia (bandiera)     | C     | Margaux Huaumé-Danet          |
| 29 | Stati Uniti (bandiera) | D     | Deja Davis                    |
| 30 | Grecia (bandiera)      | P     | Ariana Anastasiadis           |

## Calciomercato

### Sessione estiva
| Acquisti | Acquisti                   | Acquisti            | Acquisti    |
| R.       | Nome                       | da                  | Modalità    |
| -------- | -------------------------- | ------------------- | ----------- |
| D        | Anna Björk Kristjánsdóttir | Selfoss             | definitivo  |
| C        | Lina Boussaha              | Paris Saint-Germain | in prestito |
| C        | Ekaterina Tyryškina        | Guingamp            | definitivo  |
| A        | Melike Pekel               | Metz                | definitivo  |

| Cessioni | Cessioni       | Cessioni            | Cessioni   |
| R.       | Nome           | a                   | Modalità   |
| -------- | -------------- | ------------------- | ---------- |
| D        | Aurélie Gagnet | Nantes              | definitivo |
| C        | Laura Rueda    | Olympique Marsiglia | definitivo |

### Sessione invernale
| Acquisti | Acquisti                       | Acquisti            | Acquisti    |
| R.       | Nome                           | da                  | Modalità    |
| -------- | ------------------------------ | ------------------- | ----------- |
| D        | Assimina Maoulida              | Olympique Lione     | in prestito |
| D        | Hawa Sangaré                   | Paris Saint-Germain | in prestito |
| C        | Andrea Rán Snæfeld Hauksdóttir | Breiðablik          | in prestito |

| Cessioni | Cessioni | Cessioni | Cessioni |
| R.       | Nome     | a        | Modalità |
| -------- | -------- | -------- | -------- |
|          |          |          |          |

## Risultati

### Division 1

#### Girone di andata
| Arbitro: | Rochebilière |

|  |           |                                                         |
|  | Marcatori | 4’ Boussaha 38’ (rig.) Clark 53’ Thornton 81’ Policarpo |

| Arbitro: | Fournier |

|           |           |                                         |
| Davis 18’ | Marcatori | 19’ Makanza 72’ Spetsmark 90’ Grabowska |

| Arbitro: | Vanderstichel |

|           |           |                    |
| Matéo 89’ | Marcatori | 88’ Þorvaldsdóttir |

| Arbitro: | Guillot |

|  |           |                    |
|  | Marcatori | 79’ Collin-Rougier |

| Arbitro: | Collin |

|  |           |           |
|  | Marcatori | 22’ Gomes |

| Arbitro: | Elbour |

|                         |           |                    |
| Gordon 25’ Barbance 56’ | Marcatori | 87’ Þorvaldsdóttir |

| Arbitro: | Guillot |

|                      |           |                   |
| Robert 2’ Cambot 80’ | Marcatori | 4’ Þorvaldsdóttir |

| Arbitro: | Justine Catania |

|  |           |                       |
|  | Marcatori | 7’ Karchouni 15’ Shaw |

| Arbitro: | Fournier |

|                                        |           |           |
| Škorvánková 32’ Weerden 80’ Fowler 89’ | Marcatori | 17’ Clark |

| Arbitro: | Guillot |

|            |           |                                 |
| Koui 4279’ | Marcatori | 5’ Renard 11’ Kumagai 18’ Majri |

| Arbitro: | Emeline Rochebilière |

|                                     |           |  |
| Katoto 6’, 33’, 37’, 67’ Geyoro 62’ | Marcatori |  |

#### Girone di ritorno
| Arbitro: | Beyer |

|              |           |  |
| De Jongh 15’ | Marcatori |  |

| Le Havre 23 gennaio 2021, ore 14:30 CET 13ª giornata | Le Havre      | 0 – 0 referto | Issy | Stade de la Cavée Verte (0 spett.)\| Arbitro: \| Vanderstichel \| |
| Arbitro:                                             | Vanderstichel |               |      |                                                                   |

| Arbitro: | Collin |

|  |           |            |
|  | Marcatori | 76’ Robert |

| Arbitro: | Fournier |

|                                               |           |  |
| Garbino 6’, 8’, 25’ Shaw 63’, 73’ Lavogez 81’ | Marcatori |  |

| Arbitro: | Guillot |

|                    |           |                                                |
| Þorvaldsdóttir 65’ | Marcatori | 36’ Landeka 45’ Puntigam 78’ Fowler 90’ Engman |

| Arbitro: | Collin |

|                         |           |           |
| Ouchene 33’ Herrera 74’ | Marcatori | 41’ Clark |

| Arbitro: | Cruchon |

|  |           |                         |
|  | Marcatori | 18’ Gordon 20’ Barbance |

| Arbitro: | Laur |

|                                                                |           |                    |
| Henry 4’ Majri 20’ Renard 34’ (rig.) Le Sommer 53’ Macario 79’ | Marcatori | 22’ Þorvaldsdóttir |

| Arbitro: | Vanessa Cruchon |

|  |           |                     |
|  | Marcatori | 6’ Nadim 79’ Katoto |

| Arbitro: | Rochebilière |

|          |           |  |
| Lara 34’ | Marcatori |  |

| Arbitro: | Guillot |

|                                       |           |  |
| Bourgouin 2’, 77’ Grégoire 80’ (rig.) | Marcatori |  |

### Coppa di Francia
| Arbitro: | Charlène Laur |

|                                            |           |  |
| Shaw 37’ (56) Snoeijs 39’, 42’ Jaurena 75’ | Marcatori |  |

## Statistiche

### Statistiche di squadra
| Competizione     | Punti | In casa | In casa | In casa | In casa | In casa | In casa | In trasferta | In trasferta | In trasferta | In trasferta | In trasferta | In trasferta | Totale | Totale | Totale | Totale | Totale | Totale | DR  |
| Competizione     | Punti | G       | V       | N       | P       | Gf      | Gs      | G            | V            | N            | P            | Gf           | Gs           | G      | V      | N      | P      | Gf     | Gs     | DR  |
| ---------------- | ----- | ------- | ------- | ------- | ------- | ------- | ------- | ------------ | ------------ | ------------ | ------------ | ------------ | ------------ | ------ | ------ | ------ | ------ | ------ | ------ | --- |
| Division 1       | 8     | 11      | 1       | 1       | 9       | 4       | 19      | 11           | 1            | 1            | 9            | 10           | 30           | 22     | 2      | 2      | 18     | 14     | 49     | -35 |
| Coppa di Francia | -     | -       | -       | -       | -       | -       | -       | 1            | 0            | 0            | 1            | 0            | 5            | 1      | 0      | 0      | 1      | 0      | 5      | -5  |
| Totale           | -     | 11      | 1       | 1       | 9       | 4       | 19      | 12           | 1            | 1            | 10           | 10           | 35           | 23     | 2      | 2      | 19     | 14     | 54     | -40 |

### Andamento in campionato
| Giornata  | 1 | 2 | 3 | 4 | 5 | 6 | 7 | 8 | 9 | 10 | 11 | 12 | 13 | 14 | 15 | 16 | 17 | 18 | 19 | 20 | 21 | 22 |
| --------- | - | - | - | - | - | - | - | - | - | -- | -- | -- | -- | -- | -- | -- | -- | -- | -- | -- | -- | -- |
| Luogo     | T | C | T | C | C | T | T | C | T | C  | T  | T  | C  | C  | T  | C  | T  | C  | T  | C  | C  | T  |
| Risultato | V | P | N | P | P | P | P | P | P | P  | P  | P  | N  | P  | P  | P  | P  | P  | P  | P  | V  | P  |
| Posizione |   |   |   |   |   |   |   |   |   |    |    |    |    |    |    |    |    |    |    |    |    | 12 |

Legenda:

Luogo: C = Casa; T = Trasferta. Risultato: V = Vittoria; N = Pareggio; P = Sconfitta.

### Statistiche delle giocatrici
| Giocatore       | Division 1 | Division 1 | Division 1  | Division 1 | Coppa di Francia | Coppa di Francia | Coppa di Francia | Coppa di Francia | Totale   | Totale | Totale      | Totale     |
| Giocatore       | Presenze   | Reti       | Ammonizioni | Espulsioni | Presenze         | Reti             | Ammonizioni      | Espulsioni       | Presenze | Reti   | Ammonizioni | Espulsioni |
| --------------- | ---------- | ---------- | ----------- | ---------- | ---------------- | ---------------- | ---------------- | ---------------- | -------- | ------ | ----------- | ---------- |
| A. Anastasiadis | .          | .          | .           | .          | .                | .                | .                | .                | 0        | 0      | 0           | 0          |
| O. Arsenieva    | .          | .          | .           | .          | .                | .                | .                | .                | 0        | 0      | 0           | 0          |
| L. Boussaha     | .          | .          | .           | .          | .                | .                | .                | .                | 0        | 0      | 0           | 0          |
| C. Picaud       | 21         | -48        | 0           | 0          | 1                | -5               | 0                | 0                | 22       | -53    | 0           | 0          |